# 甘茨林
甘茨林（德語：Ganzlin，發音：[ˈɡantsliːn]）是德国梅克伦堡-前波美拉尼亚州路德维希斯卢斯特-帕尔希姆县的市镇，面积87.93平方千米，2023年12月31日人口为1,402人。2014年5月25日，市镇布赫贝格和文迪施普里博恩并入甘茨林。